# 維塔利·穆特科
維塔利·穆特科（1958年12月8日—）為俄罗斯政治人物，自2016年擔任俄羅斯副總理。他在2008年至2016年擔任體育部部長。
穆特科曾是圣彼得堡泽尼特的主席，他也是俄羅斯足球總會主席。

## 外部連結
- Biography
- Football Union of Russia （英文）
- FoxSports
- TheEge （页面存档备份，存于）